# Dobsonia magna
Dobsonia magna is een vleermuis uit het geslacht Dobsonia die voorkomt op Nieuw-Guinea, op de nabijgelegen eilanden Batanta, Japen, Kairiru, Salawati en Sideia en in het noorden van Queensland (Australië). Deze soort behoort tot de D. moluccensis-groep en is nauw verwant aan de Molukse D. moluccensis, die vaak niet als een andere soort wordt gezien.
Zoals alle soorten van Dobsonia is D. magna te herkennen aan de schijnbaar naakte rug, doordat de vleugels elkaar raken bij het midden van de rug. Er is een korte staart aanwezig. Alleen op de eerste vinger van de arm zit een klauw. Dobsonia magna is de grootste soort van zijn geslacht. De vacht is bruin of zwart en de klauwen zijn wit. De kop-romplengte bedraagt op Nieuw-Guinea en Sideia 185 tot 230 mm, de staartlengte 25 tot 39 mm, de voorarmlengte 120 tot 157 mm, de tibialengte 63,3 tot 74,4 mm, de achtervoetlengte 37 tot 43 mm, de oorlengte 27 tot 37,4 mm en het gewicht 360 tot 600 g. In Australië bedraagt de voorarmlengte 140 tot 155 mm, de kop-romplnegte 190 tot 230 mm, de oorlengte 29 tot 37 mm en het gewicht 380 tot 500 g.
Op Nieuw-Guinea komt de soort voor tot op 2700 m hoogte. Hij overnacht vaak in grotten (soms in enorme kolonies, maar soms ook alleen), maar er zijn ook exemplaren gevonden in boomholtes of bovenin bomen. In Chimbu Province (Nieuw-Guinea) worden jongen geboren van september tot oktober. Pasgeboren jongen wegen gemiddeld 50 tot 60 gram. Pas na twee jaar zijn de jongen geslachtsrijp. In andere delen van Nieuw-Guinea worden jongen echter ook op andere tijdstippen geboren. D. magna is een goede vlieger; het dier kan zeer langzaam en zelfs achteruit vliegen, en het is in staat om zich een paar honderd meter te laten vallen om de ingang van zijn grot te bereiken. Soms komt deze vleermuis ook op de grond om te eten. Hij eet allerlei fruit, zoals bananen en vruchten van Ficus. In Australië is de soort niet erg algemeen; hij komt alleen voor op een klein deel van het Kaap York-schiereiland en op Moa-eiland in de Straat Torres. Net als op Nieuw-Guinea roest D. magna in Australië meestal in grotten (of mijnen), maar soms ook in dichte vegetatie. De kolonies zijn echter kleiner, zelden meer dan honderd exemplaren. De Australische populatie eet niet alleen fruit, maar ook nectar. Vrouwtjes krijgen één jong tegelijk, dat tussen september en november geboren wordt.